# G4l
g4l er en forkortelse for "Ghost for Linux".
Programmet anvendes på samme måde som Norton Ghost til at lave en nøjagtig kopi af en partition eller harddisk, så man senere kan genskabe den på den samme eller på en anden computer. g4l kan kopiere kopien på den samme computer, eller på en server vha. FTP.
g4l er frigivet som open source under GPL licensen.

## Ekstern henvisning
- g4l's side på sourceforge Arkiveret 31. august 2005 hos  Wayback Machine
- Side om g4l's mulige krænkelse af ophavsret Arkiveret 25. september 2006 hos  Wayback Machine